# Mas Sec
El Mas Sec és un edifici en ruïnes a la Muntanya Gran (Torroella de Montgrí, Baix Empordà). És a la vora de la cruÏlla del camí que va a Santa Maria de Palau i la pista forestal L'Estartit /L'Escala a uns cent trenta msnm d'altitud. Adossat a l'oest hi ha un camp de cultiu allargat en el sentit de la pista de 4,7 ha al qual dona nom. S'han excavat restes de l'època romana a poc més d'un quilòmetre al sud. L'estudi dut a terme a finals de la dècada del 1970 el seu caràcter militar per la presència de basaments de torres i muralles i restes de ceràmica que daten del segle II o III fins al segle V no descartant-se una posterior utilització.